# Российско-новозеландские отношения
Российско-новозеландские отношения — двухсторонние дипломатические отношения между Россией и Новой Зеландией, установлены 13 апреля 1944 года между СССР и Новой Зеландией.

## История
Первое упоминание о российско-новозеландских официальных контактах датируется 1914 годом, когда в Веллингтон, тогда ещё заморское владение Британии, был назначен внештатный вице-консул России, подчинявшийся Генеральному консулу в Мельбурне. Однако знакомство русских с Новой Зеландией состоялось ещё в XIX веке.

## Документы СССР/Россия и Новой Зеландии
- 1 августа 1963 года — Торговое соглашение между СССР и Новой Зеландией, совершено в Веллингтоне;
- 21 сентября 1973 года — Протокол к Торговому соглашению между СССР и Новой Зеландией, совершено в Москве;
- 4 апреля 1978 года — Соглашение между Правительством СССР и Правительством Новой Зеландии в области рыболовства;
- 18 марта 1993 года — Соглашение между Правительством Российской Федерации и Правительством Новой Зеландии о воздушном сообщении, совершено в Москве;
- 15 мая 1998 года — Соглашение между Правительством Российской Федерации и Правительством Новой Зеландии о сотрудничестве в области ветеринарии, совершено в Москве;
- 5 сентября 2000 года — Соглашение между Правительством Российской Федерации и Правительством Новой Зеландии об избежании двойного налогообложения и предотвращении уклонения от налогообложения в отношении налогов на доходы, совершено в Веллингтоне.

## Российско-новозеландские отношения
В октябре 2003 года в Бангкоке состоялась встреча Президента Российской Федерации В. В. Путина и Премьер-министра Новой Зеландии Х. Кларк.
В апреле 2006 года состоялся визит Министра иностранных дел Новой Зеландии в Россию.
16—17 декабря 2009 года Россию с рабочим визитом посетил Министр иностранных дел Новой Зеландии М. Маккалли

.
В январе 2007 года в увязке с проходившей в Москве 15-й сессией Азиатско-Тихоокеанского парламентского форума Россию с официальным визитом посетила спикер Парламента Новой Зеландии М. Уилсон. Ответный официальный визит Председателя Совета Федерации С. М. Миронова в Новую Зеландию состоялся в январе 2008 года. В парламентах обеих стран действуют депутатские группы дружбы.
Посольство России находится в Веллингтоне. Посольство Новой Зеландии находится в Москве, Консульство Новой Зеландии — во Владивостоке.
С октября 2012 года — Чрезвычайный и Полномочный Посол России в Новой Зеландии Терещенко Валерий Яковлевич.
23 апреля 1986 года создан Российско — Новозеландский деловой Совет (до 8 декабря 1991 года — Советско-Новозеландский Деловой Совет) www.RussiaNewzealand.com. Произошло это благодаря тому, что в 1984 году, новое лейбористское правительство Новой Зеландии, возглавляемое Дэвидом Лангом, изменило холодные отношения с Советским Союзом, установив новые приоритеты во внешней политике после холодной войны. В то же время, в Советском Союзе 23 августа 1985 года, на апрельском Пленуме ЦК КПСС был провозглашён курс на «перестройку», в том числе отношений с капиталистическими странами. В результате, 23 апреля 1986 года революционные начинания партии рабочих (лейбористов) в Новой Зеландии и реформы в Советском Союзе завершились проведением первого в истории двух стран совместного заседания вновь созданной организации под названием Советско-Новозеландский Деловой Совет (Soviet-New Zealand Business Council).

## Торгово-экономические связи
1 августа 1963 года подписано Торговое соглашение между СССР и Новой Зеландией;
23 апреля 1986 года Правительством Новой Зеландии и СССР создан Российско-Новозеландский Деловой Совет (до 8 декабря 1991 года — Советско-Новозеландский Деловой Совет) www.RussiaNewzealand.com (старый сайт www.nzrbc.org)
В 2003 и 2004 гг. Россия успешно завершила переговоры с Новой Зеландией о вступлении во Всемирную торговую организацию — соответствующие протоколы подписаны.

## Культурно-образовательные связи
Новая Зеландия не бойкотировала летние Олимпийские игры 1980.

## Послы
- Список послов Новой Зеландии в России